# 9319 Hartzell
A 9319 Hartzell (ideiglenes jelöléssel (9319) 1988 RV11) a Naprendszer kisbolygóövében található aszteroida. Schelte J. Bus fedezte fel 1988. szeptember 14-én.